# 테크로스환경서비스
테크로스 환경서비스(Techcross ES)는 공공과 산업 환경기초시설 운영관리부터 민간투자사업, 시운전, 대기 자가측정대행 등에
이르기까지 다양한 사업분야에서 고객 가치 극대화 서비스를 제공하고 있는 종합환경기업이다.

## 연혁
- 1999년 법인설립
- 2008년 금호환경기술로 사명 변경
- 2010년 대우엔텍으로 사명 변경
- 2011년 하이엔텍으로 사명 변경
- 2019년 부방그룹(쿠첸의 모태) 계열사로 편입. 테크로스환경서비스로 사명 변경
- 2021년 비전선포식 개최
- 2024년 글랜우드PE 인수

## 사업 분야
- 공공/산업 환경기초시설 운영
- 민간투자사업 (BTO, BTL 등)
- 시운전
- 설계 및 시공 참여
- 대기 자가측정대행

## 같이 보기
- LG그룹
- LG전자